# Кинжаев, Эргашбай
Эргашбай Кинжаев (Кенжаев) — советский узбекистанский хозяйственный деятель, Герой Социалистического Труда.

## Биография
Родился в 1928 году на территории современного Туракурганского района Наманганской области. Член КПСС с 1952 года.
В 1948—1988 — бригадир колхоза имени Кирова Туракурганского района Наманганской области.
Указом Президиума Верховного Совета СССР от 20 февраля 1978 года присвоено звание Героя Социалистического Труда с вручением ордена Ленина и золотой медали «Серп и Молот».
Жил в Туракурганском районе Наманганской области.

## Награды и звания
- Герой Социалистического Труда (20.02.1978)
- Орден Ленина (14.12.1972, 20.02.1978)